# Aliya Garaeva
Aliya Garaeva (Алия Гараева) est une gymnaste azerbaïdjanaise née le 1er janvier 1988 à Iekaterinbourg.

## Palmarès

### Jeux olympiques
- Londres 2012
  - 4e au concours général individuel.

### Championnats du monde
- Patras 2007
  -  médaille de bronze au concours général par équipes.
- Mie 2009
  -  médaille d'argent au ballon.
  -  médaille de bronze au concours général par équipes.
- Moscou 2010
  -  médaille de bronze au concours général par équipes.
  -  médaille de bronze au cerceau.
  -  médaille de bronze au ballon.
  -  médaille de bronze au ruban.
- Montpellier 2011
  -  médaille de bronze au concours général individuel.

### Championnats d'Europe
- Bakou 2007
  -  médaille d'or à la corde.
  -  médaille de bronze au concours général par équipes.
- Bakou 2009
  -  médaille d'argent au concours général par équipes.
- Brême 2010
  -  médaille de bronze au concours général individuel.